# M/S Hakefjord
M/S Hakefjord är en färja som går mellan Rönnäng på Tjörn och öarna Tjörnekalv, Stora Dyrön och även Åstol.

Färjan levererades 1998 av Hvide Sande Shipyard i Hvide Sande i Danmark till Tjörns kommun. Den drivs och bemannas för Västtrafik av det kommunala bolaget Tjörns Hamnar AB.

## Bilder

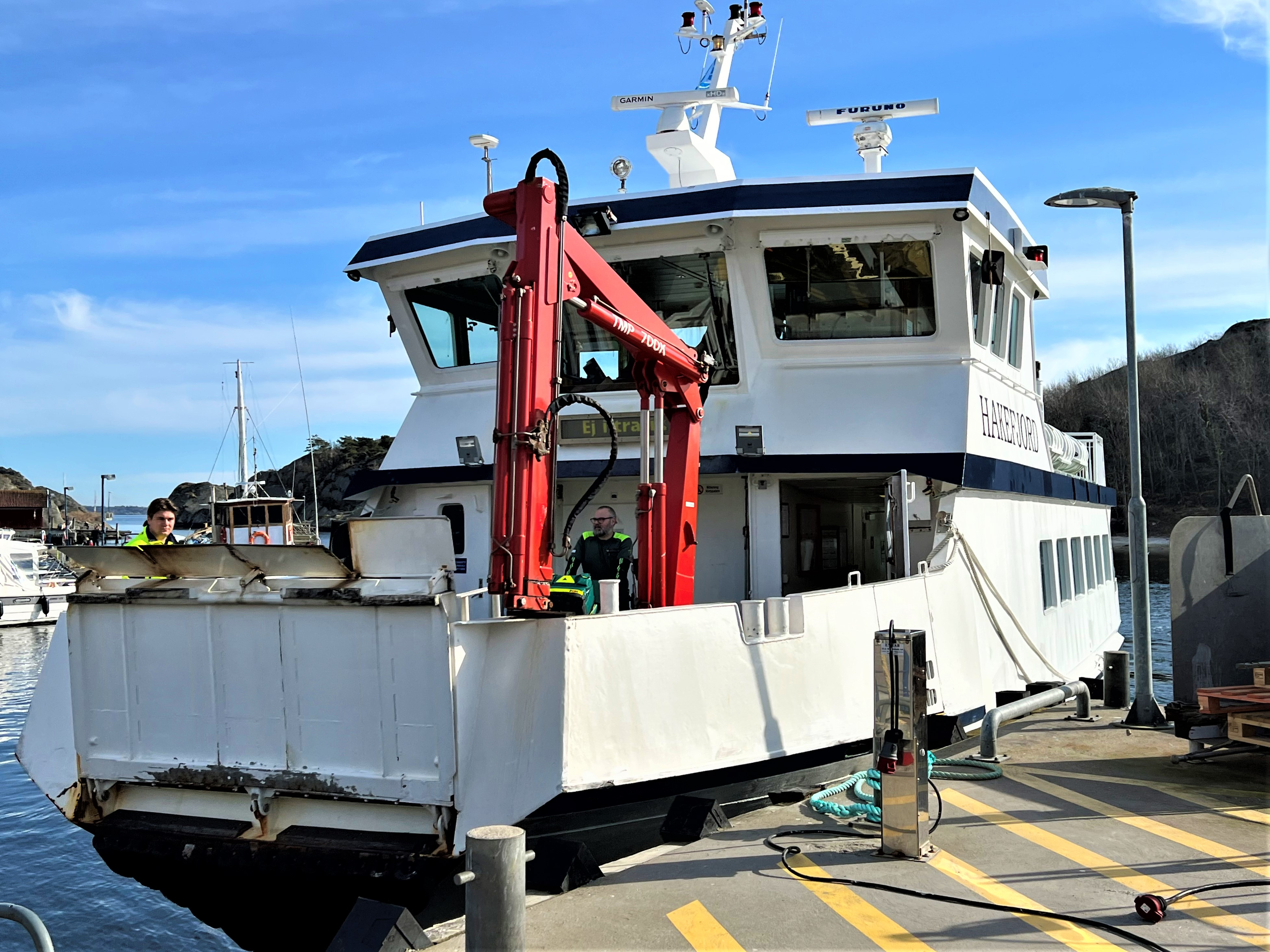
M/S Hakefjord vid Rönnängs brygga.
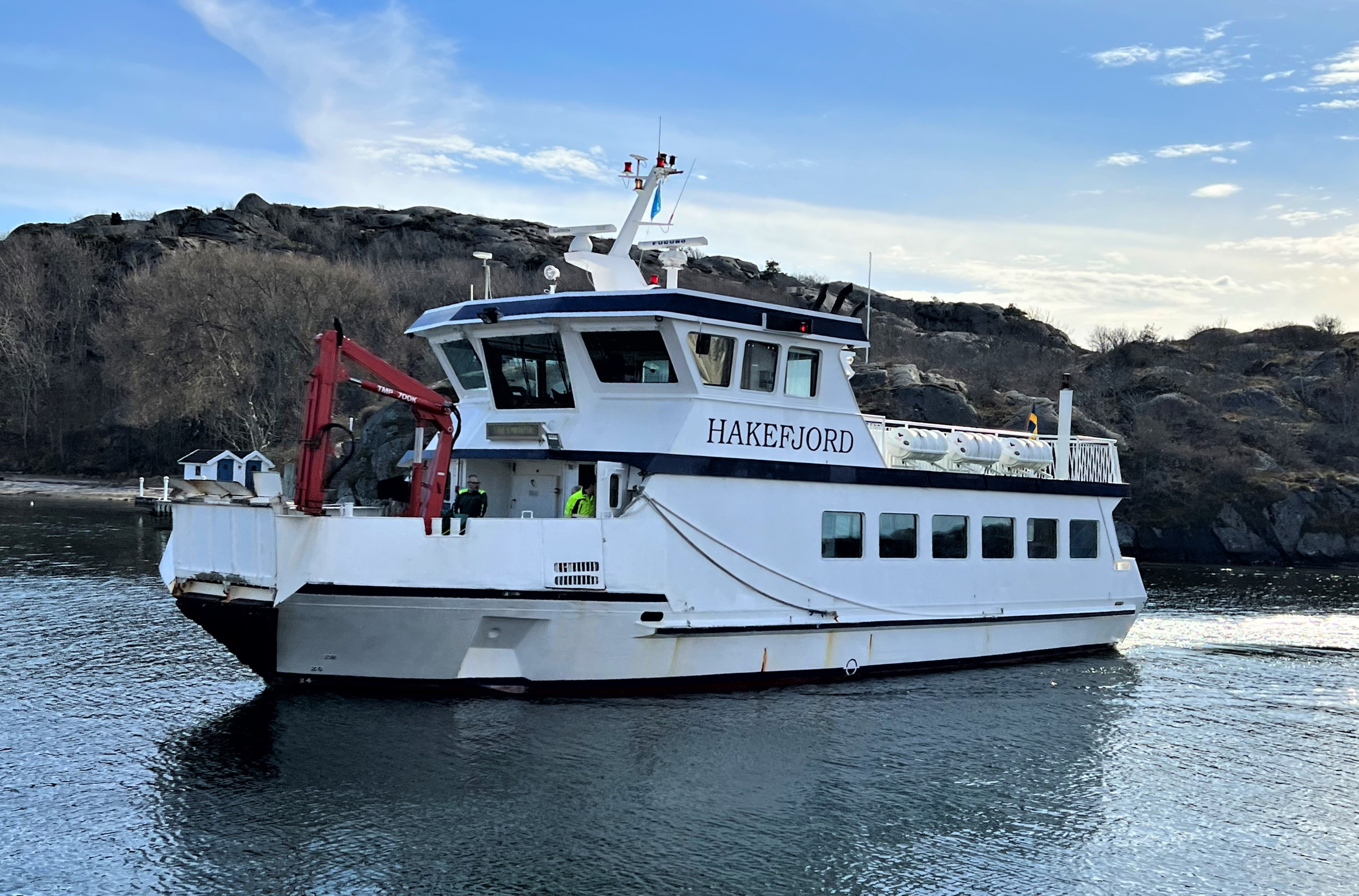
M/S Hakefjord med Tjörnekalv i bakgrunden.
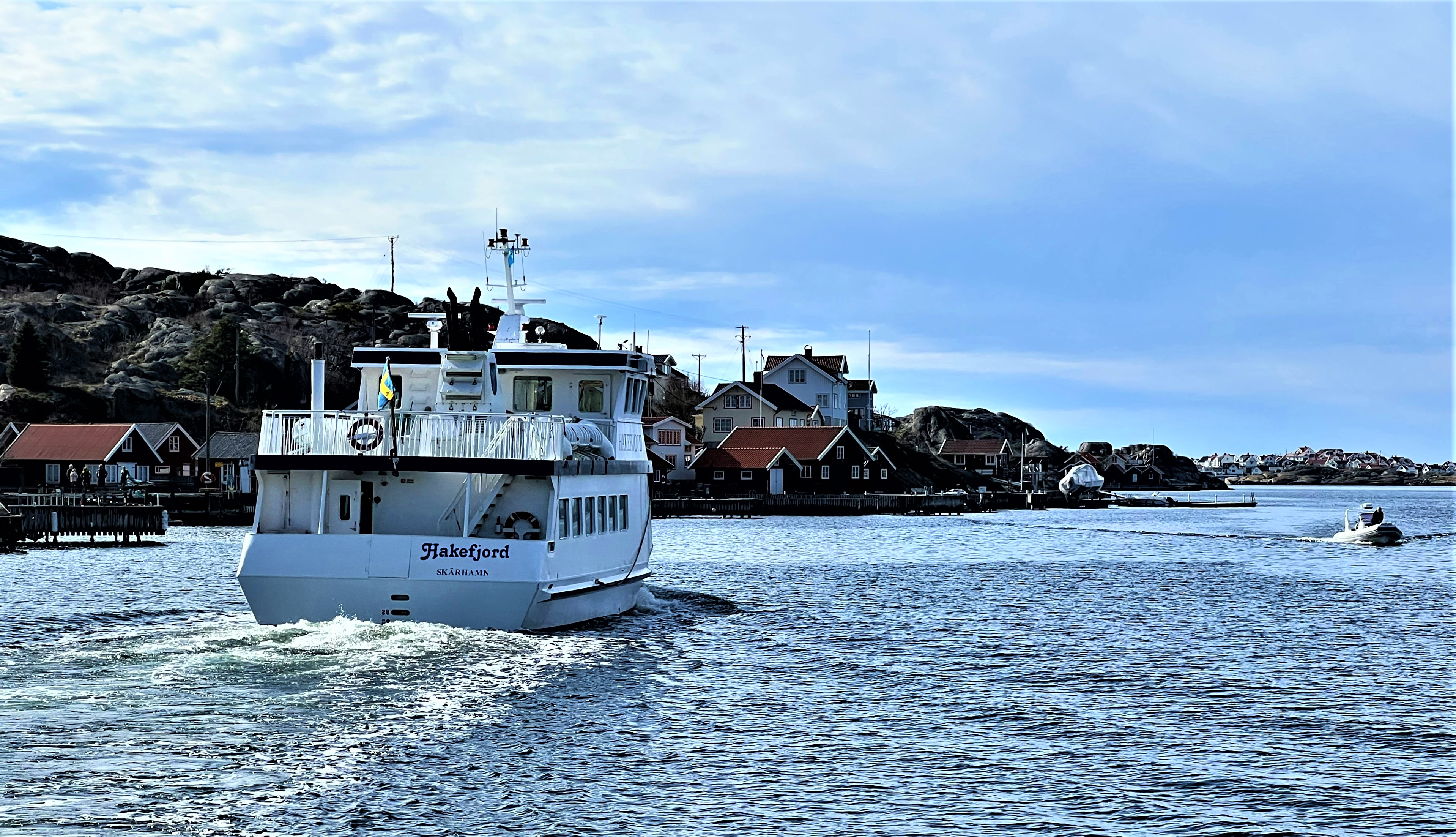
M/S Hakefjord på väg mot Tjörnekalv. Längst ut åt höger skymtar Klädesholmen.
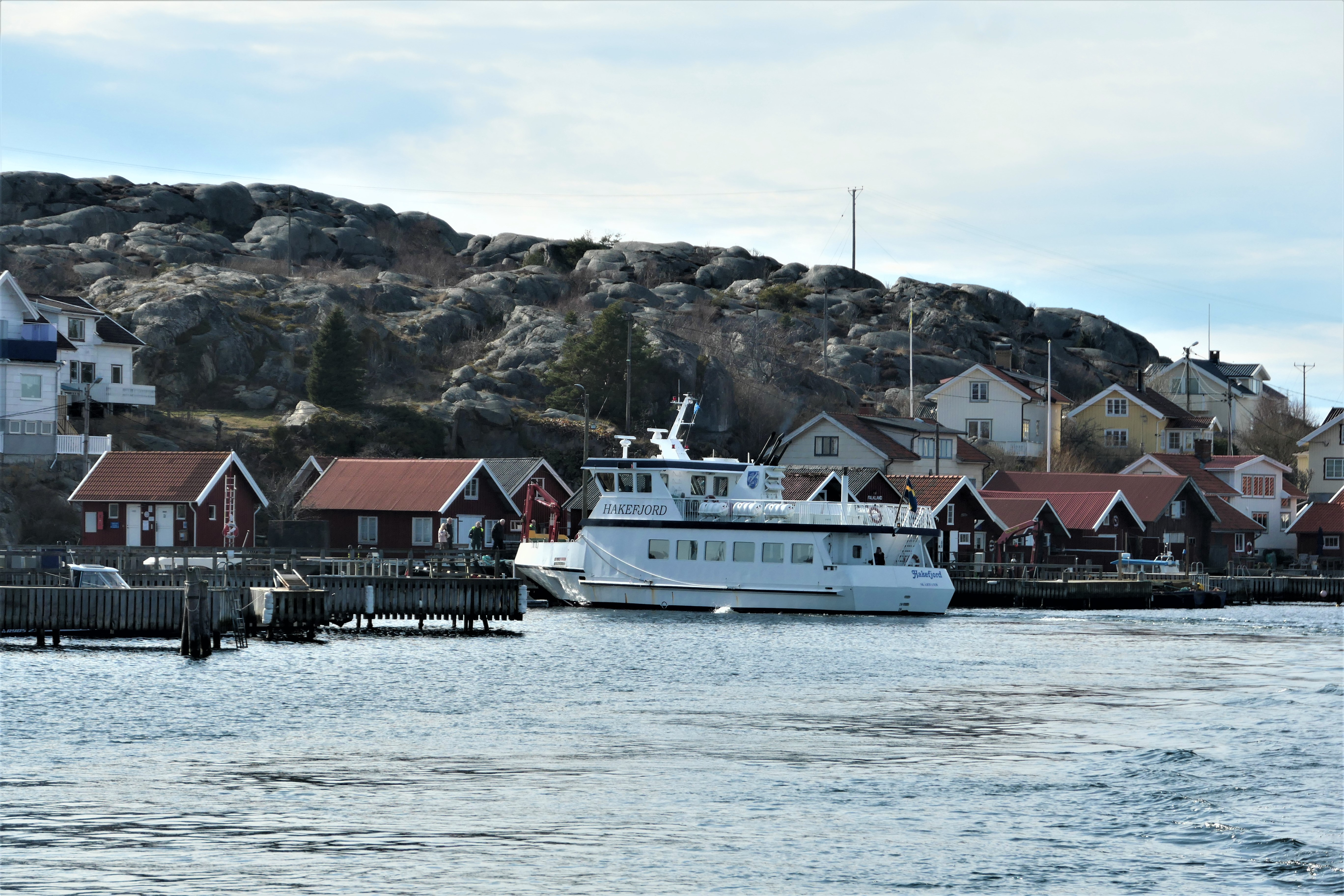
M/S Hakefjord vid färjeläget i Storekalv på Tjörnekalv.